# The Desert Is in Your Heart
«The Desert Is in Your Heart» (с англ. — «Пустыня в твоём сердце»; в греческом издании — «Πεθαίνω Στην Ερημιά») — песня, записанная греческой певицей Софией Арванити при участии валлийской певицы Бонни Тайлер. Песня была выпущена в апреле 1992 года и стала синглом в поддержку альбома Παράφορα (1992). Композиция была написана на двух языках (английском и греческом) Софией Арванити, Терри Сиджаносом и Михалисом Ракинцисом, он же выступил как композитор и продюсер.

## Музыкальное видео
Музыкальное видео было снято в пустыне, певица Арванити бредёт по ней в одиночестве, сама Тайлер в клипе не появляется, однако можно заметить её в маленьком мутном телевизоре, где показывают видеоклип на её песню «If You Were a Woman (And I Was a Man)»

## Список композиций
- 12" maxi[1]

1. «The Desert Is In Your Heart» — 5:49
2. «The Desert Is In Your Heart» (Instrumental) — 4:25
3. «The Desert Is In Your Heart» (12" Version) — 4:35

## Чарты
| Чарт (1992) | Пиковая позиция |
| ----------- | --------------- |
| Греция      | 1               |